# Білл Кессіді
Вільям Морган «Білл» Кессіді (англ. William Morgan «Bill» Cassidy; нар. 28 вересня 1957, Гайленд-Парк, Іллінойс) — американський політик, член Республіканської партії. Сенатор США від штату Луїзіана з 2015.
1979 року здобув ступінь бакалавра, а 1983 — доктора медицини в Університеті штату Луїзіана. Він працював лікарем, спеціалізувався на хворобах печінки. Входив до Сенату Луїзіани з 2006 до 2009, був членом Палати представників США з 2009 до 2015.
Кессіді був одним із семи сенаторів-республіканців, які проголосували за визнання Дональда Трампа винним у підбурюванні до повстання під час його другого процесу імпічменту. У результаті Республіканська партія Луїзіани засудила його.